# REIMAHG

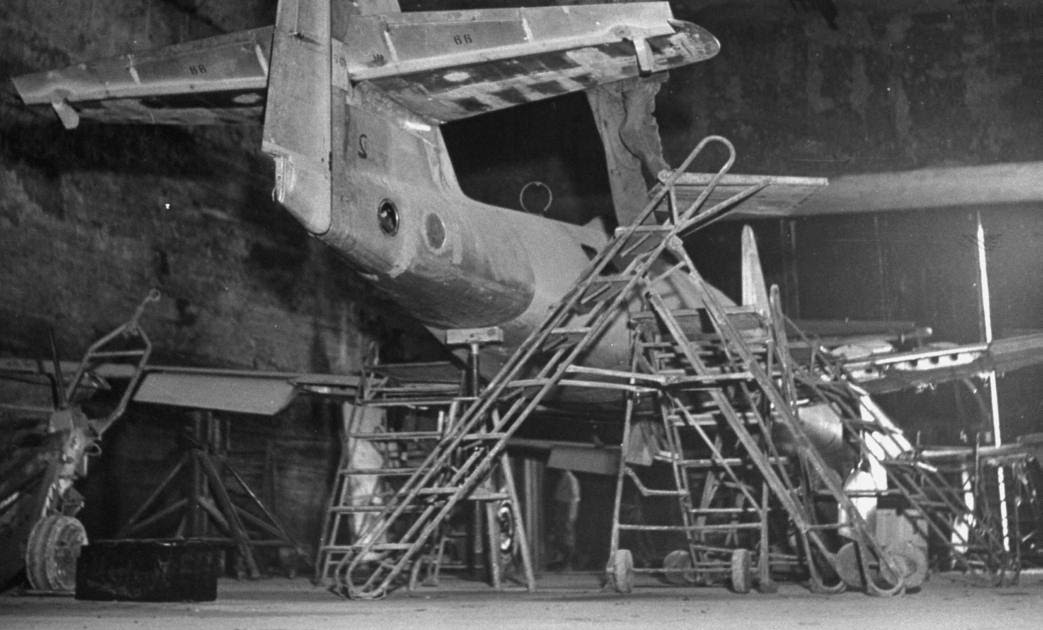
Ondergrondse productie van de Me 262

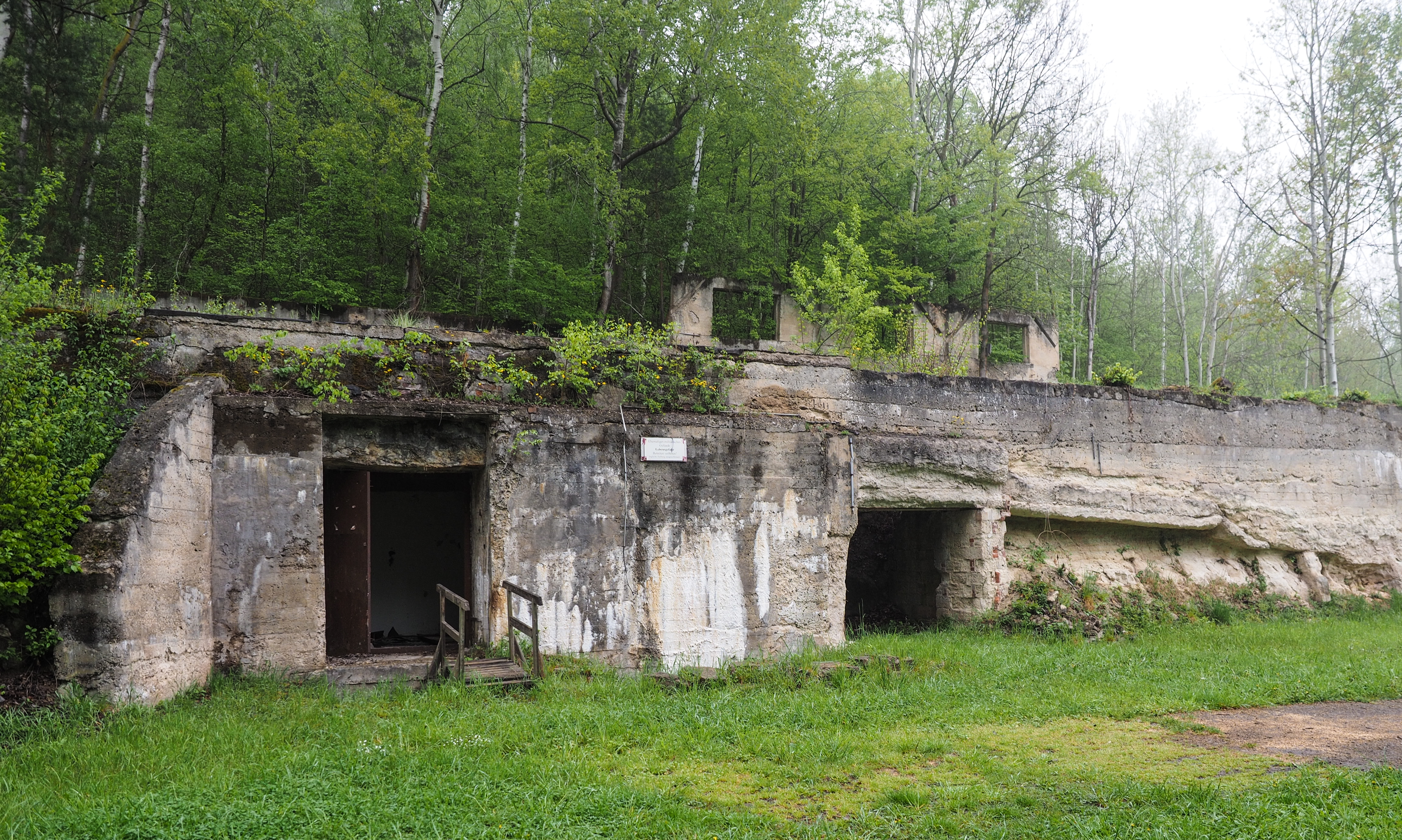
Ruïnes van REIMAHG

De REIMAHG (afkorting van Reichsmarschall Hermann Göring) was in 1944/45 een ondergrondse wapenfabriek in de Walpersberg bij Kahla in Thüringen. Het complex was onder andere bedoeld voor de productie van de Messerschmitt Me 262. Door vertragingen in de aanleg kwam de productie pas tegen het einde van de Tweede Wereldoorlog op gang.
Op 1 maart 1944 was besloten om in een 20 kilometer lang tunnelsysteem in de Walpersberg een vliegtuigfabriek te bouwen. Het complex moest op het eind van de Tweede Wereldoorlog een alternatief bieden voor de Duitse industriecentra bovengronds, omdat die te veel waren blootgesteld aan bombardementen door de geallieerden. In het ondergrondse tunnelstelsel moest onder andere de Messerschmitt Me 262 geproduceerd worden, de eerste in serie gebouwde straaljager. Volgens de propaganda zouden vanaf de startbaan op de bergkam 1200 nieuwe toestellen per maand de berg verlaten. In werkelijkheid zijn er door vertragingen slechts 17–27 straaljagers geproduceerd.
De ondergrondse productiehallen bij Großeutersdorf (codenaam "Lachs") waren het belangrijkste onderdeel van REIMAHG. Met een oppervlak van ongeveer 250.000 m² waren ze ook een van de grootste ondergrondse installaties in Nazi-Duitsland. Daarnaast waren er ook nog fabriek E ("Schneehase") bij Kamsdorf en fabriek F ("Pikrit") in Krölpa.
Bij de bouw werd op grote schaal gebruik gemaakt van dwangarbeiders; in totaal zijn 12.000 tot 15.000 dwangarbeiders bij de aanleg betrokken geweest. De tunnels werden gebouwd onder vreselijke omstandigheden: vele arbeiders lieten het leven door ondervoeding of uitputting.